# Qili (socken i Kina, Hunan)
Qili (kinesiska: 七里, 七里乡) är en socken i Kina. Den ligger i provinsen Hunan, i den södra delen av landet, omkring 220 kilometer söder om provinshuvudstaden Changsha.
Genomsnittlig årsnederbörd är 1 939 millimeter. Den regnigaste månaden är augusti, med i genomsnitt 297 mm nederbörd, och den torraste är oktober, med 23 mm nederbörd.